# دان هارمون
دان هارمون (بالإنجليزية: Dan Harmon)‏ هو كاتب سيناريو وممثل أمريكي، ولد في 3 يناير 1973 بميلواكي في الولايات المتحدة. من الجوائز التي نالها جائزة الإيمي برايم تايم للموسيقى والكلمات الأصيلة المبهرة ‏ سنة 2009.

## أعمال

### أفلام
- (2006) المنزل المتوحش[6]
- (2009) أشخاص ظرفاء[7]

### مسلسلات
- ريك ومورتي
- كوميونتي

## جوائز
- جائزة الإيمي برايم تايم للموسيقى والكلمات الأصيلة المبهرة [الإنجليزية]‏ (2009)

## وصلات خارجية
- دان هارمون على موقع IMDb (الإنجليزية)
- دان هارمون على موقع ألو سيني (الفرنسية)
- دان هارمون على موقع ميوزك برينز (الإنجليزية)
- دان هارمون على موقع أول موفي (الإنجليزية)
- دان هارمون على موقع قاعدة بيانات الأفلام السويدية (السويدية)
- دان هارمون على موقع ديسكوغز (الإنجليزية)
- دان هارمون على موقع قاعدة بيانات الفيلم (الإنجليزية)
- دان هارمون على موقع كينوبويسك (الروسية)